# Оренбургский заповедник
Оренбургский заповедник — государственный природный заповедник федерального значения
Заповедник расположен в Оренбургской области, между 50°50'—51°50' с. ш. и 50°30'—61°20' в. д.

## История организации
Идея организации Оренбургского заповедника появилась ещё в начале XX века. В 1975 году экспедицией НИИ охраны природы был обнаружен участок первозданной степи в юго-восточной части Кувандыкского района.
Государственный природный Оренбургский заповедник был создан 12 мая 1989 года. Цель создания заповедника — сохранение и восстановление уникальных степных ландшафтов сразу нескольких близких территорий — Заволжья, Предуралья, Южного Урала и Зауралья. В 2015 году территория заповедника была расширена на 76 % за счёт присоединения пятого участка «Предуральская степь».
Заповедник «Оренбургский» входит в состав объединённой дирекции государственных природных заповедников «Оренбургский» и «Шайтан-Тау» (ФГБУ «Заповедники Оренбуржья»).

## Территория
В состав заповедника входит пять изолированных участков, расположенные в пяти муниципальных районах Оренбургской области: в Первомайском — «Таловская степь» (3200 га), Беляевском — «Буртинская степь» (4500 га), Кувандыкском — «Айтуарская степь» (6753 га), Светлинском — «Ащисайская степь» (7200 га), Акбулакском и Беляевском районах — «Предуральская степь» (16538 га).
Общая площадь заповедника составляет 38 191 га. На территории заповедника находится много историко-археологических памятников, среди которых ведущее место занимают курганные могильники, принадлежащие сарматской культуре VII—III вв. до нашей эры.
Из 103-х российских заповедников только в 10 степные участки занимают существенную долю площади и ещё в 12-14 имеются незначительные степные фрагменты, привязанные к специфическим субстратам или позициям рельефа. В заповеднике «Оренбургский» степи занимают более 90 % от общей площади ООПТ, поэтому его по праву можно назвать самым степным заповедником России.

## Климат
Заповедник характеризуется сухим, континентальным климатом. Среднегодовая температура воздуха 2,5 °C. Продолжительность безморозного периода 130 дней. Годовое количество атмосферных осадков составляет от 250 до 390 мм.

## Флора и фауна

### Общий обзор
Территория заповедника характеризуется высоким биологическим разнообразием. Флора заповедника и его окрестностей (охранная зона) насчитывает 1350 видов высших сосудистых растений, относящихся к 110 семействам и 517 родам. Непосредственно на территории заповедника выявлено около 800 видов высших сосудистых растений, что составляет 48,7 % флористического богатства Оренбургской области, 53 вида мохообразных, 180 видов лишайников и 58 видов грибов-макромицетов.
Среди представителей флоры заповедника много видов, относящихся к категории редких и исчезающих видов. Из общего числа растений, произрастающих на территории заповедника, 23 вида занесены в Красную книгу Российской Федерации. Из 148 видов покрытосеменных растений, занесённых в региональную Красную книгу (Постановление правительства Оренбургской области, 2014), 68 видов встречаются на территории заповедника.
По характеру растительности территория заповедника входит в Евразиатскую степную область, Казахстанскую провинцию, Заволжско-Уральскую подпровинцию, бобовых, осоковых и крестоцветных. Среди жизненных форм лидируют многолетние травянистые растения (около 70 %). Значительно меньше кустарников — около 4,5 %. Из кустарников господствующее положение занимают чилига, бобовник, спирея городчатая, вишня степная, кизильник черноплодный. Сравнительно богато представлены малолетники — их более 10 %. Доля деревьев очень незначительна и едва достигает 0,5 %. Основные лесообразующие виды — ольха чёрная, берёза повислая и осина, значительно реже встречаются ива белая, чёрный и белый тополи.
Немало видов является ценными пищевыми, лекарственными и декоративными растениями: хвойник двухколосковый, хмель обыкновенный, чистотел большой, боярышник кроваво-красный, валериана лекарственная, крапива, кровохлёбка лекарственная, майский и собачий шиповники, вишня кустарниковая и др.
Флора высших сосудистых растений характеризуется чётко выраженным эндемизмом и реликтовостью. Из комплекса скально-горно-степных эндемиков в заповеднике встречается гвоздика уральская, астрагал Гельма и карелинский, копеечник серебристолистный, пырей инееватый, смолёвка башкирская, живокость уральская, остролодочник колосистый и др. К эндемикам солонцово-солончаковых и пустынных комплексов относятся астрагал бороздчатый и козелец луговой. На территории заповедника произрастают как минимум 10 видов реликтовых растений. Реликтовые виды «открытых» местообитаний, сохранившиеся с доледникового периода, представляют скрученностник пустынный, клаусия солнцепёчная, истод сибирский. К скальным и горно-степным реликтам горно-азиатского происхождения относятся смолёвка алтайская, горноколосник колючий, очиток гибридный, льнянки алтайская и слабая, лапчатка шёлковая.
Растительный покров сформирован несколькими типами растительности и их комплексами. Распределение растительности целиком зависит от рельефа, степени увлажнения и засоленности. Около 95 % территории заповедника занято травянистыми типами растительности. Зональным типом растительности является степной, где основными сообществами являются настоящие дерновинно-злаковые степи. Господствующее положение в них занимают ковыль Лессинга, Залесского, красный, тырса, типчак, мятлик степной.
В увлажнённых котловинах формируется растительность лугового типа, основным ценозообразователем которой является ковыль красивейший.
Для вершин и склонов холмов, преимущественно южных экспозиций, характерны каменистые степи.
Характерной особенностью территории заповедника является сильная засолённость почв, на которых формируются растительные комплексы пустынного типа. В сочетании с участками настоящих и каменистых степей они образуют солонцово-степные комплексы, основными ценозообразователями которых является особая группа растений, приспособившихся к жизни на сильнозасолённых почвах. Это так называемые галофиты, или суккуленты: кермек
Гмелина и каспийский, гониолимон высокий, полынь малоцветковая и солянковидная, солерос травянистый, сарсазан, различные виды солянок.
Заросли степных кустарников (вишня кустарниковая, спирея городчатая и зверобоелистная, миндаль степной, карагана кустарниковая и др.) встречаются по ложбинам стока и распадкам увалов северных экспозиций.
Лесную растительность представляют черноольшаники, берёзовые и берёзово-осиновые колки. Фрагменты лесной растительности занимают днища широких балок, долины мелких речек и ручьёв. Лесообразующие породы — берёза повислая, ольха чёрная и осина.
Фауна заповедника типична для Оренбуржья. Наряду со степными видами животных (степной лунь, степная пустельга, стрепет, журавль-красавка, обыкновенная слепушонка, байбак и др.) в заповеднике немало видов, характерных для зоны широколиственных лесов (обыкновенный ёж, лесная мышь, азиатский барсук, обыкновенная пустельга, вяхирь, клинтух, сплюшка, тетерев-косач и др.). Представители полупустынь (малый жаворонок, ушастый ёж) иногда сосуществуют с тундровыми видами (белая сова).
Современный животный мир заповедной территории представлен следующим видовым составом: млекопитающие — 56 видов, птицы — 231 вид, рептилии — 9 видов, амфибии — 7 видов, рыбы — 7 видов, насекомые — 2176 видов.
Среди представителей фауны заповедника много видов отнесено к категории редких и исчезающих видов. Из общего числа животных, обитающих в заповеднике, 98 видов занесены в Красные книги России и Оренбургской области и Красный список МСОП: млекопитающие — 3 вида, птицы — 55 видов, рептилии — 3 вида, насекомые — 51 вид.
Общими для всех участков заповедника являются 21 вид млекопитающих. Среди них — малый суслик, байбак, обыкновенная полёвка, степная мышовка, малая пищуха, заяц-русак, евразийский волк, обыкновенная лисица, корсак, азиатский барсук, ласка, степной хорёк, сибирская косуля.
По видовому разнообразию среди млекопитающих заповедника преобладают широко распространённые в Оренбургской области представители насекомоядных и грызунов. Из насекомоядных обычны обыкновенный ёж, обыкновенная и малая бурозубки и белобрюхая белозубка, встречающиеся преимущественно в кустарниковых и лесостепных биотопах с достаточной степенью увлажнения.
Грызуны представлены видами из семейств беличьих, бобровых, хомяковых, мышиных и тушканчиковых. Широко распространены обыкновенная полёвка, обыкновенная слепушонка, степная мышовка, лесная мышь. Характерным для заповедника видом является байбак. По ручьям в небольшом количестве обитает обыкновенный бобр. По берегам пожарных водоёмов встречается водяная полёвка, ондатра.
Из отряда рукокрылых на территории заповедника были отмечены 7 видов семейства гладконосых: усатая, водяная и прудовая ночницы, бурый ушан, рыжая вечерница, поздний и двухцветный кожаны. Обычным видом является двухцветный кожан, образующий колонии в трещинах кварцитовых скал и хозяйственных постройках. Современных сведений о нахождении остальных видов в заповеднике нет.
Из представителей отряда зайцеобразных повсеместно встречается заяц-русак. Среди россыпей камней и зарослей степных кустарников по балкам и ложбинам на склонах обитает малая пищуха.
Из хищных млекопитающих чаще всего встречаются обыкновенная лисица, корсак, азиатский барсук, ласка и степной хорёк. Это оседлые обитатели. Волк чаще отмечается на кочёвках. Летом 2007 года впервые в заповеднике были отмечены следы европейского бурого медведя. «Незваный гость» длительное время жил в берёзово-осиновых колках участка «Буртинская степь».
Самые крупные млекопитающие охраняемых территорий — копытные — в заповеднике немногочисленны. Встречаются европейский лось, сибирская косуля, кабан и сайга.
С 2015 года на территории заповедника реализуется единственная в России программа создания полувольной популяции лошади Пржевальского, исчезнувшей из дикой природы.
Это первый в России и двенадцатый в мире проект возвращения лошадей Пржевальского в места их естественного обитания. Для осуществления проекта 13 июля 2015 года к заповеднику «Оренбургский» присоединили территорию бывшего военного полигона, располагавшегося на границе Беляевского и Акбулакского районов Оренбургской области. На новом участке, получившем название «Предуральская степь», был построен Центр реинтродукции лошади Пржевальского и начата работа по созданию популяции диких лошадей в природных условиях Оренбуржья. 18 октября 2015 года в России произошло знаменательное событие — в государственный природный заповедник «Оренбургский» из Франции приехала первая группа лошадей Пржевальского (6 особей), основателей будущей популяции исчезнувшего из дикой природы вида. 20 ноября 2016 года из Венгрии приехали ещё две группы лошадей, 14 особей. До 2030 года в заповедной степи планируется создать устойчивую, самовоспроизводящуюся популяцию численностью примерно 150 голов. Таким образом учёные планируется восстановить исчезнувшие табуны диких лошадей, ещё 200 лет назад свободно бродивших по бескрайним просторам Оренбуржья.
Фауна птиц заповедника «Оренбургский» представлена европейским, средиземноморским и монгольским фаунистическими комплексами. Фоновыми являются виды европейского и монгольского комплексов. Большинство представителей европейского комплекса дендрофильны. Среди них могильник, вяхирь, обыкновенная горлица, обыкновенный скворец, серая мухоловка, луговой чекан. Из представителей монгольского комплекса в заповеднике обитает степной орёл, курганник, журавль-красавка, пеганка, огарь и дрофа. Средиземноморский выражен слабее. Из характерных для него птиц в заповеднике обитают стрепет, золотистая щурка, степной жаворонок, чёрная каменка.
Максимального разнообразия достигает авифауна во время весеннего и осеннего пролётов, когда к гнездящимся видам присоединяются пролётные виды птиц, среди которых много видов, не характерных для степной зоны: шилоклювка, авдотка, краснозобая казарка, серый гусь, пискулька, гуменник, белолобый гусь, золотистая ржанка.
На гнездовании в заповеднике отмечено 128 видов птиц.
На зимовке, несмотря на суровые условия, встречаются более 20 видов птиц: ястреб-перепелятник, тетерев-косач, серая куропатка, большой и малый пёстрые дятлы, серая ворона, длиннохвостая и большая синицы, обыкновенный поползень и обыкновенная овсянка, белая сова, чёрный и рогатый жаворонки, сорока, снегирь, пуночка и др.
Из глобально редких, исчезающих видов животных Европы, внесенных в Красный список Международного союза охраны природы (IUCN), на территории заповедника зарегистрировано 9 видов птиц − кудрявый пеликан, пискулька, краснозобая казарка, большой подорлик, степной орёл, могильник, балобан, дрофа, кречётка.
Герпетофауна заповедника насчитывает 16 видов, в том числе 9 — рептилий и 7 — амфибий, среди которых нет видов, внесённых в Красную книгу Российской Федерации и Красный список МСОП. Три вида — узорчатый полоз, разноцветная ящурка и обыкновенная медянка — включены в Красную книгу Оренбургской области. Обычны в заповеднике восточная степная гадюка, обыкновенный уж, прыткая и живородящая ящерицы, европейская болотная черепаха.
Из земноводных довольно часто встречаются зелёная жаба, озёрная и прудовая лягушки, реже — краснобрюхая жерлянка, серая жаба и остромордая лягушка.
В водоёмах заповедника обитают 7 обычных для области видов рыб из трёх отрядов — карпообразных, окунеобразных и щукообразных. В озёрах встречается золотой и серебряный караси, сазан, обыкновенная плотва (сорожка), обыкновенная щиповка, речной окунь и щука.
В настоящее время список насекомых, отмеченных в заповеднике, насчитывает 2176 видов, постоянно пополняется. Многие насекомые, обитающие в заповеднике, в культурных ландшафтах совсем или почти не встречаются. К ним можно отнести ряд жужелиц из родов карабус, тафоксенус, хлениус, циминдис, бронзовок из рода потозия, усачей из рода корнееды, листоедов из родов скрытоглав и хризомела, долгоносиков-клеонов, аскалафа пёстрого, обыкновенного богомола и многих других. Ядро энтомофауны заповедника составляют типичные степные виды. Немалую роль играют также представители других зон и виды, обитающие в интразональных биотопах — озёрах, ручьях, приручьевых лесках, балочных колках, благодаря которым обильно представлена в заповеднике водная, околоводная и лесная фауна.
В 2017 году из Венгрии в заповедник завезли 12 кобыл и 4 жеребцов-холостяков лошади Пржевальского.

### Виды, включённые в Красную книгу РФ
Покрытосеменные растения
- Астрагал Гельма / Astragalus helmii
- Икотник лопатчатый / Galitzkya spathulata
- Касатик карликовый / Iris pumila
- Касатик кожистый / Iris scariosa
- Клоповник Мейера / Lepidium meyeri
- Ковыль Залесского / Stipa zalesskii
- Ковыль красивейший / Stipa pulcherrima
- Ковыль опушеннолистный / Stipa dasyphylla
- Ковыль перистый / Stipa pennata
- Копеечник крупноцветковый / Hedysarum grandiflorum
- Копеечник Разумовского / Hedysarum razoumovianum
- Левкой душистый / Matthiola fragrans
- Люцерна решетчатая / Medicago cancellata
- Пальчатокоренник балтийский / Dactylorhiza baltica
- Полынь беловойлочная / Artemisia hololeuca
- Полынь солянковидная / Artemisia salsoloides
- Пупавка Корнух-Троцкого / Anthemis trotzkiana
- Пушистоспайник длиннолистный / Eriosynaphe longifolia
- Рябчик русский / Fritillaria ruthenica
- Спаржа коротколистная / Asparagus brachyphyllus
- Тонконог жестколистный / Koeleria sclerophylla
- Тюльпан Шренка / Tulipa shrenckii
- Чина Литвинова / Lathyrus litvinovii
- Ятрышник шлемоносный / Orchis militaris

Насекомые
- Альпийский усач / Rosalia alpina
- Армянский шмель/ Bombus armeniacus
- Бородавчатый омиас / Omias verruca
- Венгерская жужелица / Carabus hungaricus
- Двупятнистый афодий / Aphodius bimaculatus
- Дозорщик-император / Anax imperator
- Жук-олень / Lucanus cervus
- Крупный парнопес / Parnopes grandior
- Мнемозина / Parnassius mnemosyne
- Необыкновенный шмель / Bombus paradoxus
- Обыкновенный отшельник / Osmoderma eremita
- Острокрылый слоник / Euidosomus acuminatus
- Паразитический оруссус / Orussus abietinus
- Пахучий красотел / Calosoma sycophanta
- Сетчатый красотел / Callisthenes reticulatus
- Степная дыбка / Saga pedo
- Степной шмель / Bombus fragrans
- Четырехпятнистый стефаноклеонус / Stephanocleonus tetragrammus

Птицы
- Авдотка / Burhinus oedicnemus
- Балобан / Falco cherrug
- Белоглазый нырок (чернеть) / Aythya nyroca
- Беркут / Aquila chrysaetos
- Большой кроншнеп / Numenius arquata
- Большой подорлик / Aquila clanga
- Дрофа / Otis tarda
- Белая лазоревка / Parus cyanus
- Европейский тювик / Accipiter brevipes
- Красавка / Anthropoides virgo
- Краснозобая казарка / Rufibrenta ruficollis
- Кречетка / Chettusia gregaria
- Кудрявый пеликан / Pelecanus crispus
- Кулик-сорока / Haematopus ostralegus
- Курганник / Buteo rufinus
- Малая крачка / Sterna albifrons
- Могильник / Aquila heliaca
- Обыкновенный серый сорокопут / Lanius excubitor
- Обыкновенный фламинго / Phoenicopterus roseus
- Орлан-белохвост / Haliaeetus albicilla
- Пискулька / Anser erythropus
- Скопа / Pandion haliaetus
- Степная пустельга / Falco naumanni
- Степная тиркушка / Glareola nordmanni
- Степной лунь / Circus macrourus
- Степной орёл / Aquila rapax
- Стрепет / Tetrax tetrax
- Филин / Bubo bubo
- Ходулочник / Himantopus himantopus
- Чеграва / Hydroprogne caspia
- Черноголовый хохотун / Larus ichthyaetus
- Черный гриф / Aegypius monachus
- Шилоклювка / Recurvirostra avosetta

Млекопитающие
- Лошадь Пржевальского / Equus ferus przewalskii
- Сайга (Сайгак) / Saiga tatarica